# Stół sędziowski w Kochanowie

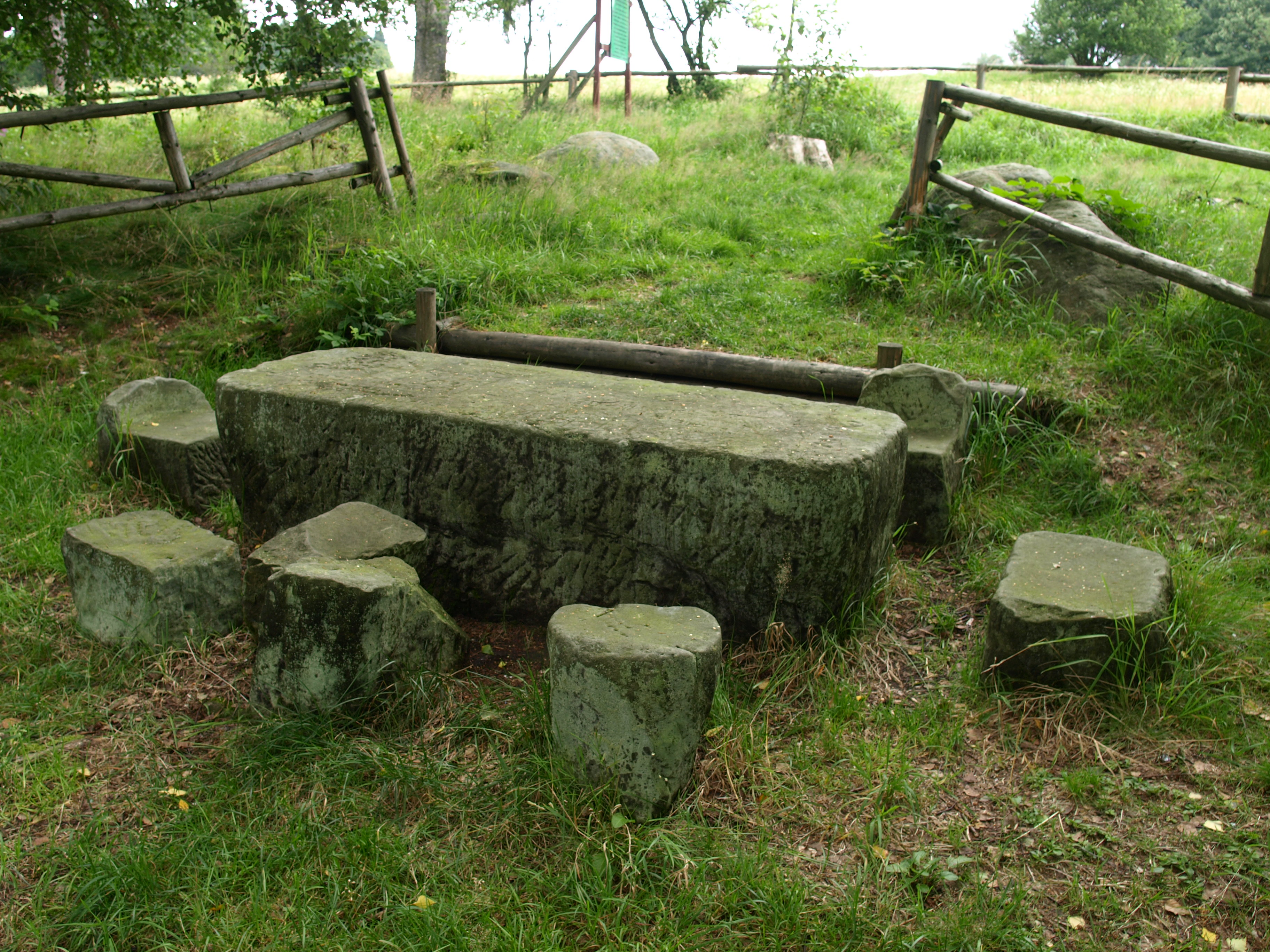
Stół sędziowski w Kochanowie

Stół sędziowski – średniowieczny kamienny stół sędziowski w Kochanowie, w woj. dolnośląskim, w gminie Kamienna Góra.

## Opis
Stół ma około 200 cm długości, 76 cm szerokości i 110 cm wysokości, niewysokie kamienne siedziska, niektóre z oparciami. Jest to jedyny na Dolnym Śląsku taki pomnik średniowiecznego prawa zachowany wraz z siedzeniami. Podobny stół sędziowski znajduje się na rynku w Strzelinie, lecz tam nie zachowały się siedzenia. Zestaw kamiennych mebli sądowych służył sędziom sądów wiejskich i kościelnych do rozstrzygania sporów i wydawania wyroków. Sprawy sądowe rozpatrywano publicznie pod gołym niebem, często kończyły się surowymi wyrokami. Stół sędziowski z Kochanowa przetrwał do czasów współczesnych głównie dzięki materiałowi, z którego został wykonany. Cały obiekt wykonano z piaskowca.

## Turystyka
Stół sędziowski znajduje się na szlaku turystycznym.
 – zielony szlak z Krzeszowa do Mieroszowa.